# Giuseppe Sala (homme politique)
Giuseppe Sala, surnommé Beppe, né le 28 mai 1958 à Milan, a été chef d'entreprise et est un homme politique italien, indépendant de centre-gauche. Il est maire de Milan depuis le 21 juin 2016 . En mars 2021, il annonce rejoindre le parti Europe verte-Les Verts, les écologistes italiens.

## Biographie
Il passe son enfance à Varedo, et est diplômé en 1983 de l'université Bocconi en sciences économiques. 

### Carrière administrative
Il commence sa carrière chez Pirelli chargé du contrôle de gestion, de la planification stratégique, de la mise en valeur des investissements et des nouvelles opportunités d'affaires.
En 1998, il est nommé administrateur délégué des pneumatiques de Pirelli. En 2001, il est vice-président senior de la structure industrielle et logistique du secteur pneumatique.
En 2002, il quitte l'industrie du pneu pour les télécommunications, et est nommé directeur financier de TIM, devient PDG de Telecom Italia Wireline de 2003 à 2006, puis de la société formée de la fusion entre TIM et Telecom Italie
En 2007 et 2008, il travaille dans la finance, en tant que consultant pour Nomura Bank, et président de Medhelan Management & Finance.
En 2009, il est appelé par le maire de Milan Letizia Moratti, pour être directeur général de l'administration publique. Il occupe ce poste pendant un an et demi, jusqu'à juin 2010,. De février à mai 2012, il occupe le poste de président de l'A2A, société publique de l'électricité et du gaz de Lombardie.
Il représente la ville de Milan au conseil d'administration de l'Expo 2015 S.p.A. une association publique chargée de la réalisation de l'exposition universelle 2015 de Milan, dont il est président de juin 2010 jusqu'à sa démission en décembre 2015.
Le 6 mai 2013, le président du Conseil des ministres Enrico Letta le nomme commissaire unique délégué du gouvernement pour l'exposition universelle,.
Le 29 octobre 2015 il entre au conseil d'administration de Cassa Depositi e Prestiti , qu'il quitte le 24 juin 2016.

### Carrière politique

#### Campagne pour les élections municipales
À la fin décembre 2015, il annonce sa candidature à la primaire du Parti démocrate en vue de se présenter aux élections municipales de Milan, pour succéder ainsi à Giuliano Pisapia, bien que cinq ans plus tôt il ne veut pas de ce poste. Le coordinateur de sa campagne est l'ancien candidat à la présidence de la région Lombardie pour le centre-gauche, Umberto Ambrosoli.
La primaire se déroule de 7 février 2016 avec 60 634 votants participants. Sala les remporte avec 25 600 voix, soit 42 %, devant les trois autres candidats : la vice-maire de Milan Francesca Balzani (20 516 voix, 34 %), l'adjoint communal à la politique sociale Pierfrancesco Majorino (13 916 voix, 23 %) et le directeur général d'UISP Milan, Antonio Iannetta (443 voix, 1 %).
Il se présente alors, soutenu non seulement par le parti démocrate, mais aussi par les partis Italie des Valeurs, la gauche pour Milan et la liste Beppe Sala - nous Milan.
Lors des élections municipales du 5 juin 2016, Sala obtient 224 156 voix, soit 41,69 %, ce qui n'est pas suffisant pour être élu au premier tour. Le 19 juin 2016, il est en ballotage contre Stefano Parisi, et remporte l'élection par 51,70 % des voix, contre 48,30 % pour son rival,.

##### Mandat
Le 26 juin 2016, il présente son exécutif municipal, composé de 12 membres, dont 5 femmes et 6 hommes de l'exécutif sortant de Giuliano Pisapia, signe de continuité avec l'administration précédente,. Le 30 juin, il se rend pour la première fois dans le quartier de banlieue Giambellino.
Il est réélu maire dès le premier tour le 4 octobre 2021.

## Prises de position
Le 24 février 2022, conjointement avec le directeur de la Scala Dominique Meyer, il appelle le chef d'orchestre Valery Gergiev, proche de Vladimir Poutine, à clarifier sa position à propos de l'invasion de l'Ukraine par la Russie en lui demandant de faire une déclaration plaidant pour une solution pacifique du conflit ; à défaut la présence de Valery Gergiev à Milan pourrait être compromise.

## Publications
- Milano e il Secolo della città, La nave di Teseo, 2018,  (ISBN 9788893444170)
- "Società per azioni", Einaudi, 2020,  (ISBN 9788806246396)